# Lythrypnus nesiotes
Lythrypnus nesiotes är en fiskart som beskrevs av Böhlke och Robins, 1960. Lythrypnus nesiotes ingår i släktet Lythrypnus och familjen smörbultsfiskar. Inga underarter finns listade i Catalogue of Life.